# Ray (雜誌)
《Ray》是主婦之友社（日语：主婦の友社）於每月23日發行的女性流行雜誌。於1988年創刊。於日本、中國大陸、香港、台灣發售。

## 概要
以年輕女性為主要閱讀目標，訂閱者的年齡層與「CanCam」、「JJ」、「ViVi」並列，並被稱為「赤文字系」雜誌。根據2005年日本雜誌協會的指出，此雜誌的發行本數是25萬本。「Ray」在赤文字系雜誌的銷量經常是在最後一名。但2007年後，因為「JJ」的銷售量嚴重不振，所以「Ray」才得以翻身，每月的銷量都超過了「JJ」。
1995年，中國版的《瑞丽杂志》創刊。以北京和上海作為中心，得出的中國發行本數約40萬，大大超過了日本的發行本數。讀者的年齡層也比日本的廣得多。內容中佔四成的是日本版的本地化，佔六成的是中國獨自的報道。

## 專属模特
現在
- 松井愛莉 （元さくら学院） - 2014年8月〜
- 松元絵里花 - 2014年9月〜
- 鈴木愛理 （元℃-ute） - 2015年6月〜
- 上西星来（東京パフォーマンスドール） - 2015年6月〜
- 加藤ナナ - 2015年10月〜
- 岡崎紗絵 - 2016年3月〜
- 中村里帆 - 2017年3月〜
- 斋藤司（日语：斎藤司 (お笑い芸人)）（TRENDY ANGEL（日语：トレンディエンジェル）、吉本坂46） - 2017年9月〜
- 渡边梨加（欅坂46） - 2017年11月〜
- 吉田朱里（NMB48） - 2018年3月〜
- 高橋光 - 2018年11月〜
- 佐佐木久美（日向坂46） - 2019年2月〜
- 金川紗耶（乃木坂46） - 2020年4月〜

主な出身者
- 松田千奈
- 橋本麗香
- 菅原禄弥
- 菊川怜
- 山内麻美
- 松本莉緒
- 葛岡碧
- 葵
- 酒井彩名
- 小泉梓
- 宇井愛美
- 小林優美
- 陸守絵麻
- 紺野ゆり
- 竹富聖花
- 三浦葵
- 香里奈
- 遠藤瞳
- 森絵梨佳
- 今井りか
- 泉里香
- 美優
- 南里美希
- 朝比奈彩
- 白石麻衣（乃木坂46）
- 西川瑞希
- 鹿沼憂妃
- 佐藤晴美（Flower、E-girls）

### 主要读者模特
プリクラ
- 鈴木繭
- 伊藤奈月

プリ♡ブロ
- 小林真由

 主要出身者 
- 平有紀子
- 新部宏美
- 神尾美沙
- 黒坂優香子
- 山田桃子
- 堀口美奈
- 井口綾子
- 八木麻衣子
- 鷲尾春果
- 小川恵理子
- 伊藤友里
- 川本彩
- 大西真美
- 植田せいら

## 外部連結
- Ray web
- Ray公式ショッピングサイト「Rayセレクトショップ」
- 中国大陆版官方網站（页面存档备份，存于）